# بوقلمون وحشی ویگئو
بوقلمون وحشی ویگئو ( Aepypodius bruijnii ) یا بوقلمون وحشی برویجین، یک مرغ پابزرگ بزرگ‌جثه (تقریباً 43 سانتی‌متر طول) و قهوه‌ای مایل به سیاه با پوست رخی برهنه قرمز، تاج سرخ، دمگاه عنابی و قهوه‌ای بلوطی در زیر است. دو غبغب قرمز دراز در پشت سر و یک غبغب بلند در جلویی وجود دارد. هر دو جنس شبیه هم هستند. ماده یک تاج کوچک‌تر دارد و بدون غبغب است.
بوقلمون بومی اندونزیایی ، بوقلمون ویگئو در جنگل‌های کوهستانی جزیره ویگئو در غرب پاپوآ زندگی می‌کند.